# Museu de les Joies Reials
El Museu de les Joies Reials (àrab: متحف المجوهرات الملكية, Matḥaf al-Mujawharāt al-Malakiyya) és un museu d'Alexandria que mostra les joies de la darrera família reial que va governar Egipte. El palau es va construir el 1919 a la zona de Zizinia. És una obra mestra arquitectònica, amb una superfície de 4.185 metres quadrats. Pertanyia a la princesa Fàtima az-Zahrà, una de les princeses de la família reial. Està dissenyat segons l'estil europeu dels edificis del segle xix. Des de l'interior, el palau estava decorat amb distintives unitats artístiques.
El 1986 es va convertir en un museu de joies reials i inclou una gran col·lecció de joies d'or i antiguitats pertanyents a la dinastia de Muhàmmad Alí que es remunten a l'any 1805 incloent antiguitats rares, des de Muhàmmad Alí Paixà fins a Faruk I. Les joies van ser confiscades per la revolució del 23 de juliol i es van registrar com a museu el 1999. Actualment conté 11.500 peces.

## Edifici
El Museu de les Joies Reials és també anomenat Palau de les Joies, perquè es troba a l'edifici que era el palau d'una de les princeses de la família reial egípcia. Es troba a la zona de Zizinia, a Alexandria, al costat de la residència del governador d'Alexandria. El museu limita al sud amb el carrer Ahmed Yahya; al nord amb el carrer Abdel Salam Aref; a l'est, amb el carrer Ahmed Othman i a l'oest amb la residència del governador.

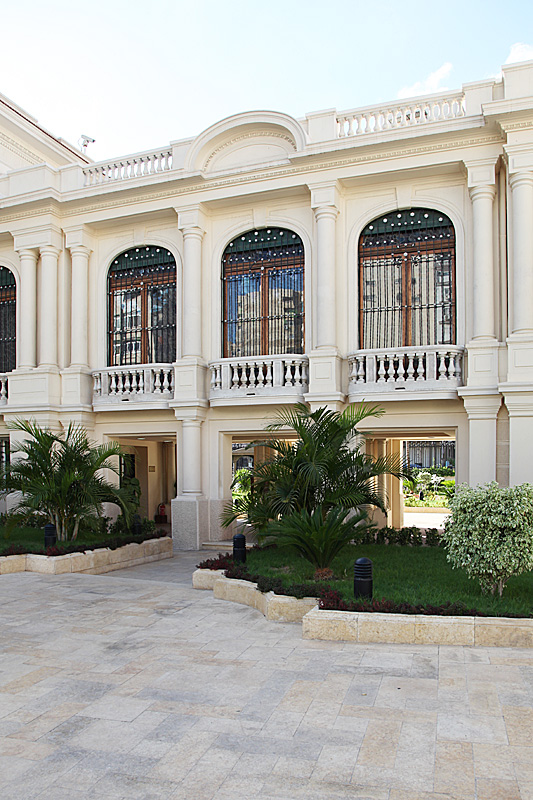

El palau va romandre en ús fins a la revolució de juliol de 1952, quan es van confiscar els béns de la princesa Fàtima al-Zahra a qui se li va permetre residir al palau. Va ser fins al 1964 quan va cedir el palau al govern egipci i va marxar al Caire. La princesa Fàtima al-Zahra va morir el 1983.
La restauració i desenvolupament del museu es va dur a terme el 1986 i el 1994. Des de finals del 2004, el Consell Suprem d'Antiguitats va iniciar un procés de restauració del museu amb un cost estimat de 10 milions de lliures per tal d'augmentar la seva capacitat d'allotjament sent inaugurat a l'abril del 2009.

## Exposició
El museu inclou una col·lecció de joies reals, que van ser usades i adornades per membres de Dinastia de Muhàmmad Alí, incloses les joies del Fuad I i Faruk I. Inclou 11.500 peces pertanyents a la família reial. El palau estava dividit en deu sales que contenien col·leccions d'antiguitats i joies pertanyents a membres de Dinastia de Muhàmmad Alí com:
- Conjunt de "Muhammad Ali", inclosa una capsa de tabac d'or camuflada amb esmalt amb el seu nom "Muhammad Ali"
- Col·lecció de Mohammed Ali Tewfik, que inclou 12 sobres de platí i una copa d'or, uns 2.753 lòbuls de diamants brent i de flanc, i una cartera d'or adornada amb diamants. A més del rellotge de butxaca dels sultans otomans.
- De l'època de Khedive Said Pasha, hi ha un grup de bufandes i rellotges daurats. Les decoracions i els collarets egipcis, turcs i estrangers estan incrustats amb joies i or. I unes quatre mil monedes antigues diferents.
- Grup pertanyent al fundador de la dinastia alauita, Muhammad Ali, que incloïa una capsa de tabac d'or camuflada amb esmalt que duia el seu nom "Muhammad Ali".
- Rellotges daurats i imatges esmaltades de colors de Ismaïl Paixà i Tewfik Paixà.
- Col·lecció d'antiguitats i joies del rei Fouad com : un mànec d'or incrustat de diamants, medalles d'or i insígnies amb la seva imatge, Una tiara de platí, diamant i tall brillant per a la seva dona, la princesa Shwikar.
- Col·lecció de joies de la reina Nazli, com un ornament daurat amb diamants de tall brillant.
- Col·lecció d'antiguitats i joies del rei Farouk i la reina Nazli, com un joc d'escacs en esmalt daurat camuflat amb diamants; una safata daurada amb la signatura de "110 Pashas"; un bastó marshallià de banús i or; i un plat d'ònix regalat pel tsar de Rússia.
- Col·lecció de la reina Farida, la primera esposa del rei Farouk, com una tiara de la reina en platí amb diamants de tall brillant i un fermall en diamants de tall brillant; fermalls al pit en or i platí amb diamants de tall brillant i en flames.
- Col·lecció de la reina Nariman, la segona esposa del rei Farouk, i les seves peces més importants com decoracions, collarets i medalles commemoratives.
- Col·leccions de les princeses Fawzia Ahmed Fouad i Faiza Ahmed Fouad: grup de polseres, tacs i agulles del pit, com una polsera de platí amb diamants que porta el nom de "Fawzia", un collaret d'or amb diamants i perles de tall brillant, "Fedeh".
- Grup de les princeses Samiha i Qadriya Hussein Kamel: conjunt de rellotges de butxaca en or amb diamants de tall brillant i una polsera d'or amb diamants de tall brillant, flimònics i perles.
- Col·lecció prínceps Youssef Kamal i Muhammad Ali Tawfiq: inclou moltes antiguitats, joies, decoracions, collarets i medalles, a més d'altres grups de joies.